# قرار مجلس الأمن التابع للأمم المتحدة رقم 774
قرار مجلس الأمن التابع للأمم المتحدة رقم 774، المتخذ بالإجماع في 26 آب / أغسطس 1992، بعد إعادة تأكيد جميع القرارات السابقة بشأن قبرص، أشار المجلس أنه بالرغم من إحراز بعض التقدم في المفاوضات بين الطائفتين في قبرص، لا تزال هناك بعض الصعوبات في التنفيذ الكامل القرار 750 (1992).
أكد المجلس مجددًا أن النزاع القبرصي يجب أن يُسوى على أساس دولة قبرص الواحدة ذات السيادة والمواطنة الواحدة، واتحاد فيدرالي ثنائي الطائفتين من منطقتين، مما يستبعد الاتحاد جزئيًا مع أي دولة أخرى، أو الانفصال. وأيد «مجموعة الأفكار» والتعديلات الإقليمية كأساس لاتفاق إطاري، رغم أنه اتفقت مع الأمين العام على أن الفكرة لم يتم تطويرها بالكامل بعد.
وحث القرار جمهورية قبرص وشمال قبرص على مواصلة المحادثات في مقر الأمم المتحدة عندما يلتقيان وجهاً لوجه مع الأمين العام بطرس بطرس غالي في 26 أكتوبر 1992. بعد خاتمة مرضية للمحادثات، أكد المجلس من جديد موقفه بأنه ينبغي عقد مؤتمر رفيع المستوى مع زعماء الطائفتين وزعماء اليونان وتركيا لإبرام اتفاق شامل، معربًا عن توقعه بأن يتم التوصل إلى اتفاق في عام 1992 وأن يتم تنفيذه في عام 1993.
كما نص القرار على أن الوضع الراهن غير مقبول وأنه في حالة فشل المفاوضات المستقبلية، دعا الأمين العام إلى تحديد أسباب الفشل وتوصية المجلس بمزيد من الأسباب لاتخاذ إجراءات لحل النزاع. وأكد القرار أيضًا استمرار معاهدة الضمان الموقعة عام 1960.

## روابط خارجية
- نص القرار في undocs.org